# Luke Poljanske
Luke Poljanske falu Horvátországban Krapina-Zagorje megyében. Közigazgatásilag Zagorska Selához tartozik.

## Fekvése
Krapinától 20 km-re nyugatra, községközpontjától 7 km-re északra, a Horvát Zagorje északnyugati részén, a Szutla völgyében a szlovén határ mellett fekszik.

## Története
A településnek 1857-ben 98, 1910-ben 129 lakosa volt. Trianonig Varasd vármegye Klanjeci járásához tartozott. A településnek 2001-ben 77 lakosa volt.

## Külső hivatkozások
- Zagorska Sela község hivatalos oldala
- A zagorska selai plébánia honlapja